# Spotřebitelský úvěr
Spotřebitelský úvěr (velmi zřídka též maloobchodní úvěr) je jeden z úvěrů určený pro jednotlivce – spotřebitele na nepodnikatelské účely, typicky nákup (spotřebního zboží, automobilu, vybavení domácnosti a podobně; pro nemovitosti nebo kapitál na podnikání se většinou používají jiné, pro to určené úvěry nebo hypotéky).
Spotřebitelský úvěr může ale nemusí být zajištěný ručením. Záleží, zdali je výše půjčované částky vyšší než určitý limit, který se v současnosti pohybuje přibližně kolem půl milionu korun (půjčky nad milion korun není obvyklé řešit tímto typem úvěru). Je-li ručení vyžadováno, musí ten, který si chce spotřebitelský úvěr vzít, ručit nějakou movitou věcí nebo nemovitostí, nebo sehnat ke svému úvěru ručitele. Spotřebitelský úvěr běžně zajišťují banky a další finanční instituce, existují ale i úvěrové společnosti, které se na ně specializují. Strana, která finanční hotovost poskytuje, z úvěru získává úrok. Jeho výše může být různá, ale většinou se pohybuje mezi 8,5 a 15,9 % ročně. Spotřebitelský úvěr je typicky splácen v měsíčních splátkách v dohodnutém datu v měsíci (na rozdíl od některých komerčních úvěrů, které mohou být poukazovány na denní bázi). Počet splátek je volitelný a odvíjí se od toho, co nabízí úvěrová společnost, od finančních možností jednotlivce a výše úvěru.
V České republice spotřebitelský úvěr původně upravoval zákon č. 321/2001 Sb., o některých podmínkách sjednávání spotřebitelského úvěru. Později byl nahrazen zákonem č. 145/2010 Sb., o spotřebitelském úvěru, který sám ovšem byl od 1. prosince 2016 zrušen a nahrazen dalším zákonem č. 257/2016 Sb., o spotřebitelském úvěru. Část právníků volá po dalším zpřísnění.

## Smlouva o spotřebitelském úvěru
Všechny okolnosti úvěru jsou zakotveny ve smlouvě o spotřebitelském úvěru, která musí být písemná (nesplnění formy ale nemá přímo za následek její neplatnost). Smlouva musí vždy obsahovat zejména:
- druh spotřebitelského úvěru,
- kontaktní údaje smluvních stran a případného zprostředkovatele (zejména poštovní adresu pro doručování, telefonní číslo, popřípadě také e-mailovou adresu),
- celkovou výši spotřebitelského úvěru, podmínky čerpání a dobu trvání,
- zápůjční úrokovou sazbu a výši RPSN,
- výši, počet a četnost plateb, jež má spotřebitel provést, případně podmínky, na nichž tyto platby závisí,
- požadavek na případné zajištění nebo pojištění,
- informace o právu na odstoupení, na předčasné splacení či na jiné ukončení smluvního vztahu,
- informaci o možnosti mimosoudního řešení spotřebitelských sporů prostřednictvím finančního arbitra a označení příslušného orgánu státního dohledu.

Samotné uzavření smlouvy může být poskytovatelem úvěru zpoplatněno (obvykle kolem 1 % z půjčované částky).

## Úskalí spotřebitelského úvěru
Ne každý spotřebitelský úvěr musí být výhodný. Setkat se lze s mnoha problémy i přesto, že je od 1. 12. 2016 platný nový zákon o spotřebitelském úvěru č. 257/2016 Sb. Nejčastějšími úskalími jsou především:
- netransparentní podmínky konkrétní spotřebitelské půjčky,
- příliš vysoké RPSN zapříčiňující vysoké platby ze strany dlužníka,
- existující měsíční poplatky za vedení samotného úvěru,
- poplatek za vyřízení půjčky placený ještě před uzavřením smlouvy o úvěru,
- nezbytnost vedení účtu v konkrétní bance poté, co je přidělen úvěr,
- absence potřebné komunikace ze strany poskytovatele půjčky.

Základem pro správné fungování konkrétní půjčky je optimální vztah mezi dlužníkem a věřitelem. Dlužník nesmí brát informace věřitele na lehkou váhu. Věřitel naopak musí poskytnout takový úvěr, o němž je přesvědčen, že ho dlužník v každém případě dokáže bez problémů splatit.